# Hyles centralasiae
Hyles centralasiae is een vlinder uit de familie van de pijlstaarten (Sphingidae). De wetenschappelijke naam van de soort werd in 1887 gepubliceerd door Otto Staudinger.